# American Cup 1997
La Visa American Cup 1997 è stata la 22ª edizione dell'American Cup, evento ginnico tenutosi annualmente negli Stati Uniti. Si è svolta al Tarrant County Convention Center di Fort Worth (Texas), dal 27 febbraio al 1º marzo 1997.

## Programma
Tutti gli orari sono in UTC-6.
| Giorno      | Ora   | Gara                                     |
| ----------- | ----- | ---------------------------------------- |
| 27 febbraio | 19.00 | Qualifiche / Finali ad attrezzo (uomini) |
| 28 febbraio | 19.00 | Qualifiche / Finali ad attrezzo (donne)  |
| 1º marzo    | 13.30 | Finale AA (uomini / donne)               |

## Partecipanti
Alla 21ª American Cup hanno preso parte 34 atleti, 17 donne e 17 uomini, provenienti da 15 paesi.
| - Australia (1) - Bielorussia (2) - Canada (2) - Cina (2) - Francia (2) - Germania (2) - Italia (2) - Giappone (2) - Porto Rico (1) - Romania (2) - Russia (2) - Slovenia (1) - Ucraina (2) - Uzbekistan (1) - Stati Uniti (10) |

## Podi

### Maschile
| Evento                | Oro             | Punteggio | Argento                         | Punteggio | Bronzo                  | Punteggio |
| Concorso individuale  | Blaine Wilson   | 55,900    | Fan Hongbin                     | 54,300    | Valeri Belenki          | 54,150    |
| Corpo libero          | Jay Thornton    | 8,950     | Andrei Kan                      | 8,900     | Yuri Kryukov            | 8,850     |
| Cavallo con maniglie  | Blaine Wilson   | 9,150     | John Roethlisberger Blaz Puljic | 9,050     | —                       | —         |
| Anelli                | Blaine Wilson   | 9,750     | Valeri Belenki                  | 9,500     | Fan Hongbin Dan Burincă | 9,250     |
| Volteggio             | Yuri Kryukov    | 9,500     | Blaine Wilson                   | 9,400     | Jay Thornton            | 9,350     |
| Parallele simmetriche | Rustam Sharipov | 9,300     | Blaine Wilson                   | 9,150     | Fan Hongbin             | 9,050     |
| Sbarra                | Blaine Wilson   | 9,500     | John Roethlisberger             | 8,950     | Stephen McCain          | 8,750     |

### Femminile
| Evento                 | Oro           | Punteggio | Argento         | Punteggio | Bronzo              | Punteggio |
| Concorso individuale   | Elvire Teza   | 36,574    | Vanessa Atler   | 36,567    | Ji Liya             | 36,412    |
| Volteggio              | Vanessa Atler | 9,500     | Ji Liya         | 9,488     | Kristen Maloney     | 9,288     |
| Parallele asimmetriche | Elvire Teza   | 9,375     | Elise Ray       | 9,050     | Francesca Morotti   | 8,850     |
| Trave                  | Vanessa Atler | 9,300     | Kristen Maloney | 9,250     | Alexandra Marinescu | 9,225     |
| Corpo libero           | Ji Liya       | 9,600     | Kristen Maloney | 9,175     | Elvire Teza         | 9,125     |